# William Saliba
William Alain André Gabriel Saliba (Bondy, 24 de março de 2001) é um futebolista francês que atua como zagueiro. Atualmente joga pelo Arsenal e pela Seleção Francesa.

## Carreira

### Saint-Étienne
Saliba começou a jogar futebol aos seis anos de idade, treinado pelo pai de Kylian Mbappé. Ele acabou se mudando para o sul, para Saint-Étienne, em 2016, e assinou seu primeiro contrato aos 17 anos, em maio de 2018. Saliba então fez sua estreia profissional em 25 de setembro de 2018, participando da vitória por 3 a 2 da Ligue 1 sobre o Toulouse. Ele fez 13 partidas como titular em sua primeira temporada no Saint-Étienne.
Embora pretendesse prorrogar temporariamente seu empréstimo, se Saliba tivesse participado, o Arsenal teria que pagar € 2,5 milhões ao Saint-Étienne. O clube francês teria relutado em abrir mão da taxa e também solicitou controle total sobre seus treinos. Como resultado, Saliba voltou ao Arsenal em 24 de julho de 2020.

### Arsenal
Em 25 de julho de 2019, o Arsenal anunciou que Saliba havia assinado um contrato de "longo prazo" com o clube. A mídia relatou uma duração de contrato de cinco anos e que a taxa de transferência totalizou £ 27 milhões. O Arsenal enfrentou a concorrência do rival Tottenham Hotspur para concluir o negócio, com os dois clubes atendendo à avaliação do jogador pelo Saint-Étienne, no entanto, Saliba optou por ingressar no Arsenal, com o interesse do clube em Saliba desde o final de 2018.
Depois de passar a temporada 2019-20 emprestado ao ex-clube Saint-Étienne, Saliba recebeu a camisa 4 em seu retorno ao Arsenal em 2020. Sua primeira aparição pelo Arsenal foi em um amistoso de pré-temporada contra o MK Dons em 25 de agosto de 2020. Ele também foi um substituto não utilizado no FA Community Shield 2020, no qual o Arsenal conquistou uma vitória por 5–4 sobre o Liverpool na disputa de pênaltis depois que a partida foi 1–1 após 90 minutos. No entanto, ele foi deixado de fora dos times competitivos do clube para a temporada 2020-21, deixando-o apenas capaz de jogar pelo Arsenal Sub-23, pelo qual disputou jogos do Troféu EFL fora para Gillingham e AFC Wimbledon, recebendo um cartão vermelho no último acessório. O técnico do Arsenal, Mikel Arteta, mais tarde expressaria "arrependimento [sobre] a decisão" antes de um empréstimo de seis meses em janeiro para a França.

#### Empréstimo para Nice

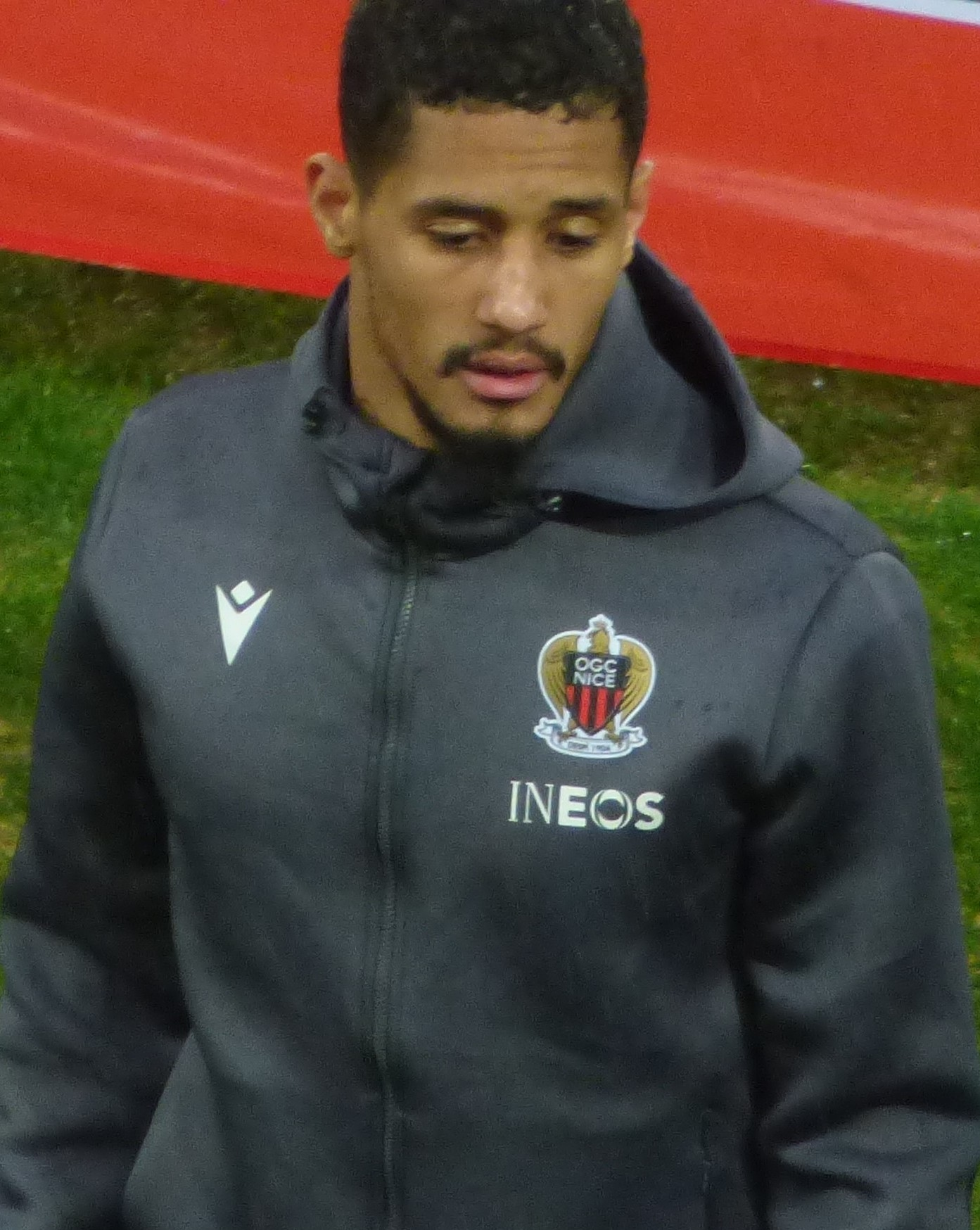
Saliba com o Nice em 2021

Em 4 de janeiro de 2021, Saliba ingressou no Nice, clube da Ligue 1, por empréstimo até o final da temporada 2020-21. Ele voltou para a França depois que os planos relatados de empréstimo a um clube não identificado do campeonato da EFL foram cancelados. Em 6 de janeiro de 2021, ele fez sua estreia na derrota por 2 a 0 contra o Brest na Ligue 1. Saliba recebeu o prêmio de Jogador do Mês do Nice por suas atuações ao longo de janeiro.

#### Retorno ao Arsenal
Antes da temporada 2022–23, Saliba recebeu a camisa 12. Ele fez sua estreia no Arsenal e na Premier League em 5 de agosto de 2022, em um jogo de estreia no Crystal Palace. O Arsenal venceu o jogo por 2 a 0, com o desempenho de Saliba sendo descrito pela BBC como "sem problemas e praticamente sem falhas". Ele marcou seu primeiro gol pelo clube duas semanas depois na vitória sobre o AFC Bournemouth, com um chute certeiro da entrada da área. A greve foi eleita o Gol do Mês do clube em agosto.
Em 21 de março de 2022, Saliba foi convocado para a seleção principal da França pela primeira vez como substituto lesionado de Benjamin Pavard para jogar em amistosos contra a Costa do Marfim e a África do Sul.

## Títulos
Arsenal
- Supercopa da Inglaterra: 2020 e 2023

### Prêmios individuais
- Seleção do Ano da FIFA: 2024[26]

## Vida pessoal
Saliba nasceu em Bondy, Seine-Saint-Denis. Seu pai é libanês e sua mãe é camaronesa.
Em 9 de fevereiro de 2021, a Federação Francesa de Futebol lançou uma investigação sobre um vídeo feito por Saliba em 2018 que mostrava um de seus companheiros da seleção juvenil da França aparentemente se tocando de maneira sexualmente sugestiva. A FFF decidiu envolver sua comissão disciplinar para investigar mais a fundo a situação; consideraram o vídeo filmado por Saliba "prejudicial à imagem da federação e do futebol como um todo".
| time nacional | Ano   | aplicativos | Metas |
| ------------- | ----- | ----------- | ----- |
| França        | 2022  | 7           | 0     |
| Total         | Total | 7           | 0     |